# Yachthafen Tarent

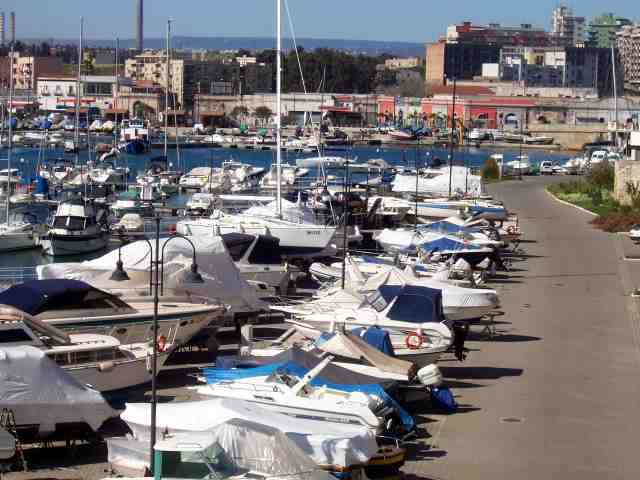
Marina am Molo Sant'Eligio

Der Yachthafen der italienischen Stadt Tarent befindet sich bei dem antiken Zentrum des Ortes, bei den Kaianlagen von Sant'Eligio am Golf von Tarent (Mar Grande).
Der auf die Freizeitschifffahrt ausgerichtete Hafen mit 250 Liegeplätzen verfügt über einen Kai mit Slipvorrichtung, über feste und schwimmende Landungsstege, Wartungs- und Reparaturwerkstätten sowie eine Tankstelle, und weitere Einrichtungen, wie Empfang und Gastronomiebetriebe. Der Reiz des Hafens liegt in seiner geschichtlich, archäologisch und architektonisch interessanten Umgebung und dem abwechslungsreichen Freizeitangebot. 
Am Ort des heutigen Yachthafens befand sich viele Jahrhunderte lang der Handelshafen von Tarent, der dann ab 1968 in westlicher Richtung zum Industriehafen Tarent ausgebaut wurde.